# Los López, San Luis Potosí
Los López är en ort i Mexiko.   Den ligger i kommunen Mexquitic de Carmona och delstaten San Luis Potosí, i den centrala delen av landet, 400 km nordväst om huvudstaden Mexico City. Los López ligger 2 007 meter över havet och antalet invånare är 460.
Terrängen runt Los López är platt åt nordost, men åt sydväst är den kuperad. Runt Los López är det tätbefolkat, med 308 invånare per kvadratkilometer. Närmaste större samhälle är San Luis Potosí, 13,2 km sydost om Los López. Omgivningarna runt Los López är i huvudsak ett öppet busklandskap.